# Tomislava Kata Ćavar
Tomislava Kata Ćavar (Ćavarov Stan, Tomislavgrad, 1963.) je hrvatska i bosanskohercegovačka pjesnikinja.

## Djela
- Biljeg krvi (pjesme, 1995., treće izdanje 2012.)
- Ljubav nikad ne prestaje (pjesma u prozi i stihu, 2011.)

## Vanjske poveznice
- Čovjek s križa  Arhivirana inačica izvorne stranice od 2. studenoga 2007. (Wayback Machine)